# Glycogeen

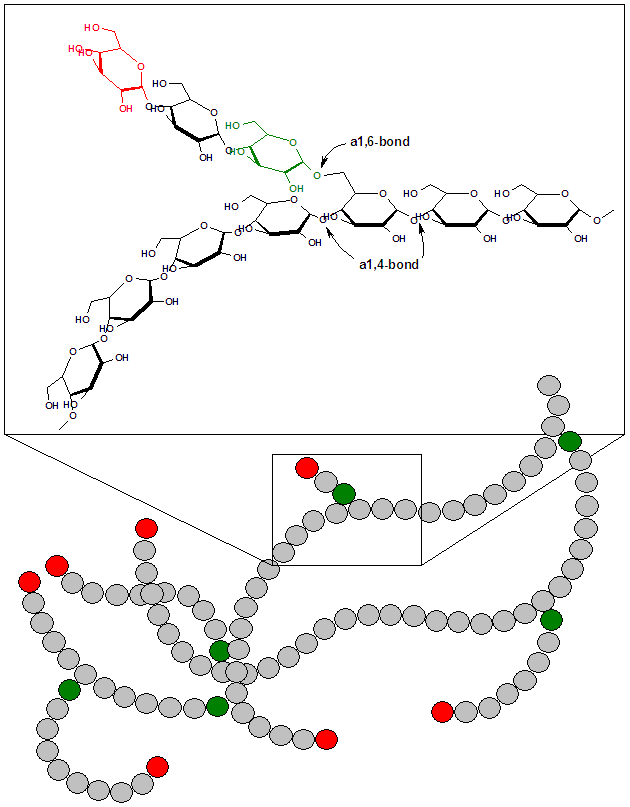
Glycogeen

Glycogeen is een meervoudig vertakt polymeer van glucose, waarbij de glucose-eenheden, via glycogenese, aan weerszijden aan elkaar zijn gekoppeld. Glycogeen dient als energieopslag in dieren en schimmels, vergelijkbaar met zetmeel in planten. Na ontkoppeling (glycogenolyse) kunnen de teruggevormde glucosemoleculen in de  cellen als brandstof worden gebruikt. De moleculaire massa van glycogeen ligt tussen 106 en 107 dalton.

## Glycogeen bij de mens

### Glycogenese en glycogenolyse
In de mens wordt glycogeen voornamelijk opgeslagen in de spieren en de lever en dient het als secundaire langdurige energieopslag (vetten in vetweefsel dienen als primaire energieopslag). Uit voedsel opgenomen koolhydraten worden als glycogeen opgeslagen in de lever (de hoogste concentratie) en in de spieren (de grootste hoeveelheid), waar het wordt gebruikt als makkelijk aanspreekbare energievoorraad. Glucose is hier zelf niet geschikt voor, omdat de osmotische waarde te groot zou worden (er dreigt te veel water naar binnen te diffunderen). De bloedsuikerspiegel wordt onder meer geregeld door de opbouw en afbraak van glycogeen onder invloed van verschillende hormonen. Insuline stimuleert het transport van glucose door de celmembraan waarna glucose wordt gebruikt tijdens de celademhaling, dan wel omgezet in glycogeen, terwijl adrenaline en glucagon omgekeerd metabole paden bevorderen die glycogeen weer afbreken tot glucose. Daardoor is het glycogeengehalte in de lever aan sterke wisselingen onderhevig. Het proces waarbij glycogeen wordt afgebroken en wordt omgezet in glucose heet glycogenolyse. Bij een gemiddelde mens volstaat de glycogeenvoorraad in de spieren en de lever om een uur tot anderhalf uur intensief te sporten. Wanneer men de direct beschikbare energievoorraad in het lichaam niet aanvult, zal men een hongerklop ervaren, waarbij de prestaties sterk verminderen.
Ziekten waarbij de afbraak van glycogeen gestoord is, worden glycogeenstapelingsziekten genoemd.

### Inname
Het glycogeen dat met het voedsel binnenkomt, wordt door het enzym alfa-amylase in de dunne darm gesplitst tot maltose en isomaltose. Maltose wordt met behulp van het enzym maltase afgebroken tot twee moleculen glucose.

## Cosmetica
Vanwege zijn vochtvasthoudende eigenschappen wordt glycogeen gebruikt in huidverzorgende cosmetica, bijvoorbeeld in producten voor rimpelcorrectie.